# Assassin's Creed Nexus
Assassin's Creed Nexus est un jeu vidéo d'action-aventure et d'infiltration en réalité virtuelle développé par Red Storm Entertainment et édité par Ubisoft, sorti le 16 novembre 2023 sur Meta Quest 2, Meta Quest Pro et Meta Quest 3.

## Développement
Le jeu est officiellement annoncé le 1er juin 2023, avec une présentation détaillée prévue lors de l'Ubisoft Forward du 12 juin de la même année.

## Accueil

### Ventes
Selon Yves Guillemot, PDG d'Ubisoft, les ventes d'Assassin's Creed Nexus sont « décevantes ».